# Comissió Central per a la Navegació del Rin
Comissió Central per a la Navegació del Rin (CCNR), (en francès Commission Centrale pour la Navigation du Rhin), amb seu en "Le Palais du Rhin" (Estrasburg) és l'organització internacional més antiga del món. Els objectius essencials són: afavorir la prosperitat de la navegació renana i europea, així com garantir un alt nivell de seguretat per a la navegació del riu Rin i el seu entorn.
El fonament de l'acció de la CCNR resideix en la convenció per a la navegació del Rin, que comprèn l'engegada per un període de més d'un segle del règim de navegació sobre el riu.

## Història
Establerta el 1815 pel Congrés de Viena, la CCNR Inclou a Alemanya, Bèlgica, França, Països Baixos i Suïssa. La primera reunió va tenir lloc a Magúncia el 15 d'agost de 1816. El 1831 és adoptada la convenció de Magúncia que va constituir un conjunt de disposicions reglamentàries per a la navegació del Rin.
El 1861 la seu de la comissió es trasllada a Mannheim. El 1868 se signa l'acta que duu el nom d'aquesta ciutat i que conté els principis vigents fins avui.
Després del final de la Primera Guerra Mundial el Tractat de Versalles disposa el canvi de la seu a Estrasburg.
L'any 2003 la Comissió Europea va sol·licitar un mandat del Consell per a negociar l'adhesió de la Unió Europea (UE) a la CCNR i a la Comissió del Danubi, especialment amb la perspectiva de l'ampliació de la Unió.